# Orkestra-Instituto Vasco de Competitividad
Orkestra-Instituto Vasco de Competitividad  (Orkestra-Basque Institute of Competitiveness) es un centro, sin ánimo de lucro, para el análisis y debate sobre competitividad territorial nacido en 2006 en el seno de la Fundación Deusto, Universidad de Deusto, como resultado de la convergencia entre diferentes iniciativas estratégicas, privadas y públicas. 

## Funciones
La labor de Orkestra radica en fortalecer la competitividad tanto de la economía como de la sociedad vasca, insertadas ambas en dinámicas que van más allá de los límites administrativos de la ésta Comunidad Autónoma y teniendo siempre en cuenta la necesidad de promover un desarrollo sostenible. En este sentido, el instituto centra sus esfuerzos en investigar en aquellas áreas relacionadas con la competitividad, cuenta con programas de instrucción especializados e interactúa con los agentes económicos (administradores locales, regionales y nacionales, la UE, empresas y centros tecnológicos, organizaciones empresariales, asociaciones clúster, etc.).
El valor estratégico de Orkestra radica en dos factores:  
- Que actúa de eslabón entre la investigación de excelencia, en el estudio de la competitividad, y su aplicación en la mejora de ésta.

- Que tiene como interlocutores a las diferentes administraciones que intervienen en el territorio, a las empresas, que son los sujetos esenciales de la transformación competitiva permanente, y a los actores intermedios que operan en la sociedad civil.

### Emprendimiento
El área de emprendimiento centra sus acciones en el impulso de la mejora del ecosistema emprendedor vasco. En este sentido, investiga aquellos factores y condiciones necesarios para que los proyectos emprendedores se forjen y prosperen satisfactoriamente. Asimismo, desde la propia área se han puesto en marcha iniciativas como la plataforma Crecer+ orientadas a facilitar el encuentro entre emprendedores e inversores privados (business angels). 

### Energía
La Cátedra de energía de Orkestra, constituida en el año 2010, tiene como fin estudiar, reflexionar y aportar elementos al debate sobre el logro de una energía eficiente, medioambientalmente sostenible, y que contribuya a la competitividad. Sus líneas básicas de investigación se centran en cuatro bloques: energía e industria en sus aspectos de competitividad y desarrollo industrial; energía desde la óptica de la economía y los mercados; transporte y energía; y geopolítica de la energía. La cátedra cuenta con el apoyo del Gobierno Vasco, a través del Ente Vasco de Energía (EVE), Petronor, Iberdrola y Boston Consulting Group. El clúster de energía de Euskadi también colabora con la cátedra de energía.

### Estrategia
El área de estrategia complementa sus actividades con las de Territorio, Innovación y Clústeres, y Emprendimiento, entiende a las empresas como actores principales que compiten en los mercados y generan valor como elementos determinantes de la competitividad. El área tiene como objetivos el conocimiento exhaustivo de las empresas vascas, el benchmarking de su posicionamiento competitivo, la comprensión de su funcionamiento (mercados, procesos de innovación, personas que las componen, organización, estrategias de internacionalización y crecimiento, etc.) y su incidencia en el nivel de competitividad del entorno.

### Territorio, Innovación y Clústers
Esta área de investigación analiza, en cooperación con las administraciones y los agentes de la competitividad, las claves del entorno que inciden en la competitividad de las empresas, y por ende, en la competitividad de la economía regional. Dicho análisis se desarrolla tanto para el entorno próximo, como para el lejano, tomando en cuenta sus interrelaciones con la economía global.
Desde una perspectiva de análisis comparado con otras regiones, se busca identificar, analizar y mejorar los factores clave para una competitividad sostenible. En este contexto, la evaluación de las diferentes políticas, así como la reflexión sobre el protagonismo de los actores de la competitividad y sus estrategias de colaboración han ido ocupando un papel central en la dinámica metodológica del área.